# 오양 (명나라)
오양(吳襄 또는 吳驤, ? ~ 1644년)은 명나라 말기의 군인으로, 오주를 세운 오삼계의 부친이다. 자는 양환(兩環), 강소성(江蘇省) 고우(高郵) 출신이다.

## 생애
숭정제 시기 요동총병(遼東總兵)으로 복무했으며 조대수(祖大壽)의 부하이자 매부였다.
1631년, 후금(後金) 대칸 홍타이지(皇太極, Hong Taiji)가 명의 대릉하성(大凌河城)을 공격하자(대릉하 전투), 오양은 명군을 지원하러 갔으나 도주하여 전군이 패퇴하였다. 조대수가 청으로 이동하자 손승종(孫承宗)은 파면되고 오양은 하옥되어 아들인 오삼계(吳三桂)가 총병으로 발탁되었다. 
1644년 3월 초, 이자성의 난을 일으킨 이자성(李自成)의 세력이 확장되자 명 조정은 오양을 제독경영(提督京營)으로 복직시켰다. 이후 갑신의 변(甲申之變)으로 이자성이 연경(燕京, 베이징)을 점령하자 오양은 생포당했으며 이자성은 부장을 보내 오삼계군을 항복시키게 하였다. 동년 4월 22일, 오삼계가 청군을 끌어들였고 아지거(阿濟格, Ajige)와  도도(多鐸, Dodo)가 산해관 전투에서 패하자 도르곤(多爾袞, Dorgon)은 오삼계를 평서왕(平西王)으로 봉하였다.
이후 평서왕이 된 오삼계가 이자성군을 추격하자 이자성은 분노하여 영평(永平) 서범가(西范家)에서 오양을 참수하였고, 오양의 머리를 장대에 걸어 대중에게 알렸다. 이후 26일 이자성은 회군하여 오씨 가문의 34명을 멸족하였다.

## 같이 보기
- 조대수